# Manfred Schoeneberg
Manfred Schoeneberg (* 6. April 1954 in Dortmund) ist ein ehemaliger deutscher Leichtathlet.

## Sportliche Karriere
Manfred Schoeneberg begann seine Laufbahn beim OSV Hörde. Bis 1981 trat er dann für den OSC Thier Dortmund an. 1982 wechselte er zur LG Ahlen-Hamm.
Bei den Deutschen Meisterschaften 1978 in Köln und 1980 in Hannover belegte er den dritten Platz im 3000-Meter-Hindernislauf. Bei den Deutschen Meisterschaften im Crosslauf gewann Schoeneberg auf der Mitteldistanz 1979 in Baunatal. 1977 in Neumünster wurde er Zweiter hinter Günter Zahn, 1980 in Mainz hinter Hans-Jürgen Orthmann.
Als Lehramtsstudent nahm er an der Universiade 1977 in Sofia teil und wurde Siebter über 5000 Meter. Zwischen 1976 und 1982 trat Schoeneberg neunmal im Nationaltrikot an. Bei den Europameisterschaften 1978 in Prag erreichte er das Finale über 3000 Meter Hindernis und belegte in 8:40,1 Minuten den achten Platz. Die anderen beiden Deutschen Patriz ilg und Michael Karst wurden Zweiter und Vierter. Gerhard Wetzig aus der  DDR war im Vorlauf ausgeschieden. Schoeneberg nahm auch viermal an Crosslauf-Weltmeisterschaften teil. Seine beste Platzierung war der vierte Platz mit der Mannschaft 1979 in Limerick.

## Bestleistungen
- 5000 Meter: 13:38,4 Monuten am 19. August 1979 in Köln
- 10.000 Meter: 28:40,16 Minuten am 27. August 1980 in Koblenz
- 3000 Meter Hindernis: 8:27,82 Minuten am 12. August 1978 in Köln